# Batalla de Aranzueque
Se denomina batalla de Aranzueque al enfrentamiento que tuvo lugar el día 19 de septiembre de 1837 en esta localidad alcarreña entre las tropas del pretendiente al trono de España, Carlos María Isidro de Borbón, contra las cristinas encabezadas por el general Baldomero Espartero durante la primera Guerra Carlista y en las que aquellos marchaban sobre Madrid. 
Las fuerzas leales a la Reina Isabel II atacaron a las carlistas desde Alcalá provocando la huida del enemigo por la Alcarria hacia Aranzueque, donde llegaron cansados y faltos de víveres y munición. Espartero tomó la localidad el 19 de septiembre y colocó su artillería junto al atrio de la iglesia parroquial, el punto más elevado de la villa. Desde allí hostigó a los carlistas que intentaban cruzar al otro lado del río Tajuña por el puente de la localidad. 
Según cuenta en sus memorias el barón Rahden, militar alemán que luchó en el bando carlista, sólo la firme y serena intervención del Pretendiente Carlos María Isidro de Borbón, evitó el pánico y la desbandada de sus tropas antes de cruzar el puente, aunque no pudo evitar la posterior huida desordenada en dirección a los cerros que rodean a Aranzueque por el sur y este.
Allí perdieron los carlistas más de 3.000 hombres entre prisioneros, huidos y rezagados y Ramón Cabrera, jefe de la caballería carlista, y enfrentado con el general en jefe de don Carlos, Vicente Moreno, al que acusaba de ineptitud militar, aprovechó el caos para regresar al Maestrazgo.
El grueso de la expedición carlista, rodeando hacia el noreste a través de Hueva, Tendilla y Brihuega, regresó a sus reductos del norte de España. Con esta acción fracasó definitivamente la llamada Expedición Real.
- Datos: Q4870332